# لینر (کلرادو)
لینر (به انگلیسی: Leyner) یک منطقهٔ مسکونی در ایالات متحده آمریکا است که در شهرستان بولدر، کلرادو واقع شده‌است. لینر ۰٫۵ کیلومتر مربع مساحت و ۲۹ نفر جمعیت دارد و ۱٬۵۳۲٫۸۶ متر بالاتر از سطح دریا واقع شده‌است.